# ガエターノ・アルトゥーロ・クロッコ
ガエターノ・アルトゥーロ・クロッコ（Gaetano Arturo Crocco 、1877年10月26日 - 1968年1月19日）はイタリアの航空工学、ロケット工学のパイオニアである。
ナポリに生まれた。初め船や飛行船の上で撮影するカメラの安定装置の開発に取組み、航空に興味を持ち1900年代に多くの飛行船の設計を行った。1908年に宇宙航空研究所（Istituto Centrale Aeronautico）を設立し、1926年ローマ大学の航空工学の教授となった。1930年代にイタリア最初の風洞の建設を指揮した。1920年代にロケットの研究に転じ、1927年に固体燃料ロケットを設計し、1929年に液体燃料を設計し、1932年に初めてモノプロペラント（一元推進剤）式のロケットの研究を始めた。
月のクレータや小惑星(10606)クロッコに命名された。